# Hubert Seiz
Hubert Seiz (Arbon, 23 augustus 1960) is een voormalig Zwitsers wielrenner, beroeps van 1982 tot 1990. Hij schreef in 1985 een etappe in de Ronde van Italië op zijn naam en was een helper van Tony Rominger aan het begin van diens loopbaan.  

## Belangrijkste overwinningen
1980
- GP Winterthur

1982
- GP Winterthur

1983
- 7e etappe Ronde van Zwitserland

1985
- 4e etappe Ronde van Italië

1986
- Ronde van Emilië

## Resultaten in voornaamste wedstrijden
| Jaar | Ronde van Italië | Ronde van Frankrijk | Ronde van Spanje |
| ---- | ---------------- | ------------------- | ---------------- |
| 1982 |                  |                     |                  |
| 1983 |                  | opgave              |                  |
| 1984 | 59e              |                     |                  |
| 1985 | opgave (1)       |                     |                  |
| 1986 |                  |                     |                  |
| 1987 | 65e              |                     |                  |

| Jaar | Milaan-San Remo | Gent-Wevelgem | Ronde van Vlaanderen | Amstel Gold Race | Luik-Bast.‑Luik | Ronde van Lombardije | Waalse Pijl | Parijs-Tours |  | WK op de weg |
| ---- | --------------- | ------------- | -------------------- | ---------------- | --------------- | -------------------- | ----------- | ------------ |  | ------------ |
| 1982 | 23e             |               |                      |                  | 11e             | 8e                   | 19e         | 19e          |  |              |
| 1983 |                 | 46e           | 32e                  |                  | 12e             | 12e                  | ↑           | 47e          |  |              |
| 1984 |                 |               |                      |                  |                 |                      | 13e         |              |  | 4e           |
| 1985 |                 |               |                      |                  | 62e             | 27e                  | 18e         |              |  |              |
| 1986 |                 |               |                      | 32e              | 9e              |                      |             |              |  |              |
| 1987 |                 |               |                      |                  |                 | 16e                  |             |              |  |              |